# Championnat d'Arménie de football 2015-2016
Navigation
Édition précédente Édition suivante
La saison 2015-2016 de Premier-Liga Arménienne est la 24e édition du Championnat d'Arménie de football. Lors de cette saison, le Pyunik Erevan tente de conserver son titre de champion d'Arménie. Trois places sont qualificatives pour les compétitions européennes, la quatrième place étant celles du vainqueur de la Coupe d'Arménie 2014. Il n'y a ni promotion, ni relégation à l'issue de la saison.
C'est le Alashkert FC qui est sacré cette saison après avoir terminé en tête du classement final, avec trois points d'avance sur le Shirak FC et sept sur le tenant du titre, le FC Pyunik Erevan. C'est le tout premier titre de champion d'Arménie de football de l'histoire du club.
La situation du championnat national se dégrade en cours de saison, avec l'exclusion du club d'Ulisses FC, ce qui abaisse le nombre de clubs participants à sept seulement. Avec une deuxième division composée uniquement d'équipes réserves (et donc inéligibles à une place parmi l'élite), l'avenir du championnat national est incertain pour la saison suivante.

## Participants
| Club             | Stade              | Capacité | Ville  |
| ---------------- | ------------------ | -------- | ------ |
| Alashkert FC     | Stade Hanrapetakan | 14 403   | Erevan |
| Ararat Erevan    | Stade Hrazdan      | 54 208   | Erevan |
| Banants Erevan   | Banants            | 5 000    | Erevan |
| Gandzasar Kapan  | Stade Gandzasar    | 3 500    | Kapan  |
| Mika Erevan      | Stade Mika         | 7 250    | Erevan |
| FC Pyunik Erevan | Football Academy   | 1 500    | Erevan |
| Shirak FC        | Giumri             | 2 761    | Giumri |
| Ulisses FC       | Stade Hanrapetakan | 14 403   | Erevan |

## Classement final
| Rang | Équipe           | Pts | J  | G  | N  | P  | Bp | Bc | Diff |
| ---- | ---------------- | --- | -- | -- | -- | -- | -- | -- | ---- |
| 1    | Alashkert FC     | 55  | 28 | 16 | 7  | 5  | 50 | 24 | +26  |
| 2    | Shirak FC        | 52  | 28 | 15 | 7  | 6  | 41 | 27 | +14  |
| 3    | Pyunik ErevanT   | 48  | 28 | 13 | 9  | 6  | 44 | 21 | +23  |
| 4    | Gandzasar Kapan  | 45  | 28 | 11 | 12 | 5  | 35 | 27 | +8   |
| 5    | Ararat Erevan    | 37  | 28 | 9  | 10 | 9  | 28 | 31 | -3   |
| 6    | Banants ErevanC  | 33  | 28 | 7  | 12 | 9  | 36 | 34 | +2   |
| 7    | Mika Erevan      | 32  | 28 | 9  | 5  | 14 | 30 | 32 | -2   |
| 8    | Ulisses FC exclu | 2   | 28 | 0  | 2  | 20 | 8  | 76 | -68  |

|  | Qualification pour le 1er tour de qualification de la Ligue des champions 2016-2017 |
|  | Qualification pour le 1er tour de qualification de la Ligue Europa 2016-2017        |
|  | Exclusion du championnat en cours de saison                                         |
|  | T : Tenant du titre C : Vainqueur de la Coupe d'Arménie                             |

- Ulisses FC est exclu du championnat en février 2016, pour raisons financières et sportives (plusieurs forfaits). Les matchs restant à disputer sont perdus sur tapis vert (0-3).

### Résultats
| Résultats (▼dom., ►ext.) | ALA | ARA | BAN | GAN | MIK | PYU | SHI | ULI | ALA | ARA | BAN | GAN | MIK | PYU | SHI | ULI |
| Alashkert FC             |     | 1-4 | 3-0 | 0-0 | 2-0 | 1-4 | 2-0 | 4-0 |     | 0-1 | 2-1 | 3-0 | 2-1 | 3-0 | 2-3 | 3-0 |
| Ararat Erevan            | 1-2 |     | 0-0 | 2-2 | 2-1 | 1-1 | 0-2 | 2-0 | 0-0 |     | 1-2 | 0-2 | 0-4 | 1-2 | 1-1 | 3-1 |
| Banants Erevan           | 2-2 | 3-0 |     | 1-1 | 1-1 | 0-1 | 1-1 | 5-1 | 2-0 | 2-2 |     | 0-0 | 1-1 | 1-1 | 0-1 | 3-0 |
| Gandzasar Kapan          | 2-2 | 1-0 | 1-1 |     | 2-1 | 1-1 | 1-1 | 3-0 | 2-2 | 0-0 | 2-1 |     | 3-1 | 1-0 | 0-0 | 3-0 |
| Mika Erevan              | 0-1 | 0-1 | 1-0 | 2-3 |     | 1-0 | 0-1 | 1-0 | 0-2 | 1-1 | 0-0 | 2-0 |     | 0-0 | 1-4 | 3-0 |
| FC Pyunik Erevan         | 1-2 | 0-1 | 5-1 | 4-0 | 2-1 |     | 3-0 | 2-0 | 0-0 | 0-0 | 1-2 | 0-0 | 2-1 |     | 1-1 | 3-0 |
| Shirak FC                | 1-2 | 0-1 | 1-1 | 2-1 | 2-0 | 0-0 |     | 3-2 | 2-1 | 2-1 | 3-1 | 2-1 | 0-1 | 1-1 |     | 3-0 |
| Ulisses FC               | 0-3 | 1-2 | 2-2 | 0-0 | 0-2 | 1-4 | 0-1 |     | 0-3 | 0-3 | 0-3 | 0-3 | 0-3 | 0-3 | 0-3 |     |

## Bilan de la saison
| Championnat d'Arménie de football 2015-2016                        |                          |
| Champion                                                           | Alashkert FC (1er titre) |
| Coupes et trophées                                                 |                          |
| Vainqueur de la Coupe d'Arménie 2015-2016                          | Banants Erevan           |
| Qualifications continentales                                       |                          |
| Ligue des champions de l'UEFA 2016-2017                            | Alashkert FC             |
| Ligue Europa 2016-2017                                             | Banants Erevan           |
| Ligue Europa 2016-2017                                             | Shirak FC                |
| Ligue Europa 2016-2017                                             | Pyunik Erevan            |
| Promotions et relégations                                          |                          |
| Promus en Championnat d'Arménie de football                        | Aucun                    |
| Relégués en Championnat d'Arménie de football de deuxième division | Ulisses FC (exclu)       |